# RhB Xrot d (9213-9214)
De Xrot d is een stoomsneeuwfrees van de Bernina Bahn (BB), sinds 1943 onderdeel van de Rhätische Bahn (RhB).

## Geschiedenis
Om een winterdienst op de Berninabahn mogelijk te maken werden twee sneeuwfrezen bij de Schweizerische Lokomotiv- und Maschinenfabrik (SLM) besteld. In 1910 werd de eerste sneeuwfrees als R 1051 en in 1912 werd de tweede sneeuwfrees als R 1052 afgeleverd. In die tijd werden eveneens twee sneeuwfrezen aan de Rhätische Bahn (RhB) als Xrot d afgeleverd.
Vanaf de winter 1910/1911 werd de sneeuwfrees tussen Pontresina en Alp Grüm ingezet. Vanaf de winter 1914/1915 werd het traject tussen Pontresina en Cavaglia ingezet. Omdat de sneeuwfrees slechts in een richting kan werken werden er drie draaischijven aangelegd waaronder een bij het station Ospizio Bernina.
- De Xrot d 9213 is gestationeerd in depot Pontresina.
- De Xrot d 9214 is gestationeerd in het museum Museumsbahn Blonay-Chamby te Chamby.

## Constructie en techniek
De sneeuwfrees werd op twee drie-assige draaistellen volgens het ontwerp Mayer geplaatst. De frees met een diameter van 2,5 meter wordt aangedreven door twee cilinders en een max. toerental van 170 omwentelingen per minuut. Deze sneeuwfrees kan zelfstandig rijden maar wordt in de praktijk altijd geduwd door een motorrijtuig of een locomotief.

## Treindiensten
- In het winterseizoen voor een kleine toeristische groep wordt op een deel van het traject waar voldoende sneeuw aanwezig is een demonstratie uitgevoerd. Met een speciale schraper in een trein voor de deelnemens wordt er sneeuw op de spoorlijn getrokken. Hierna wordt deze sneeuw met de stoomsneeuwfrees verwijderd.[1]

## Foto's

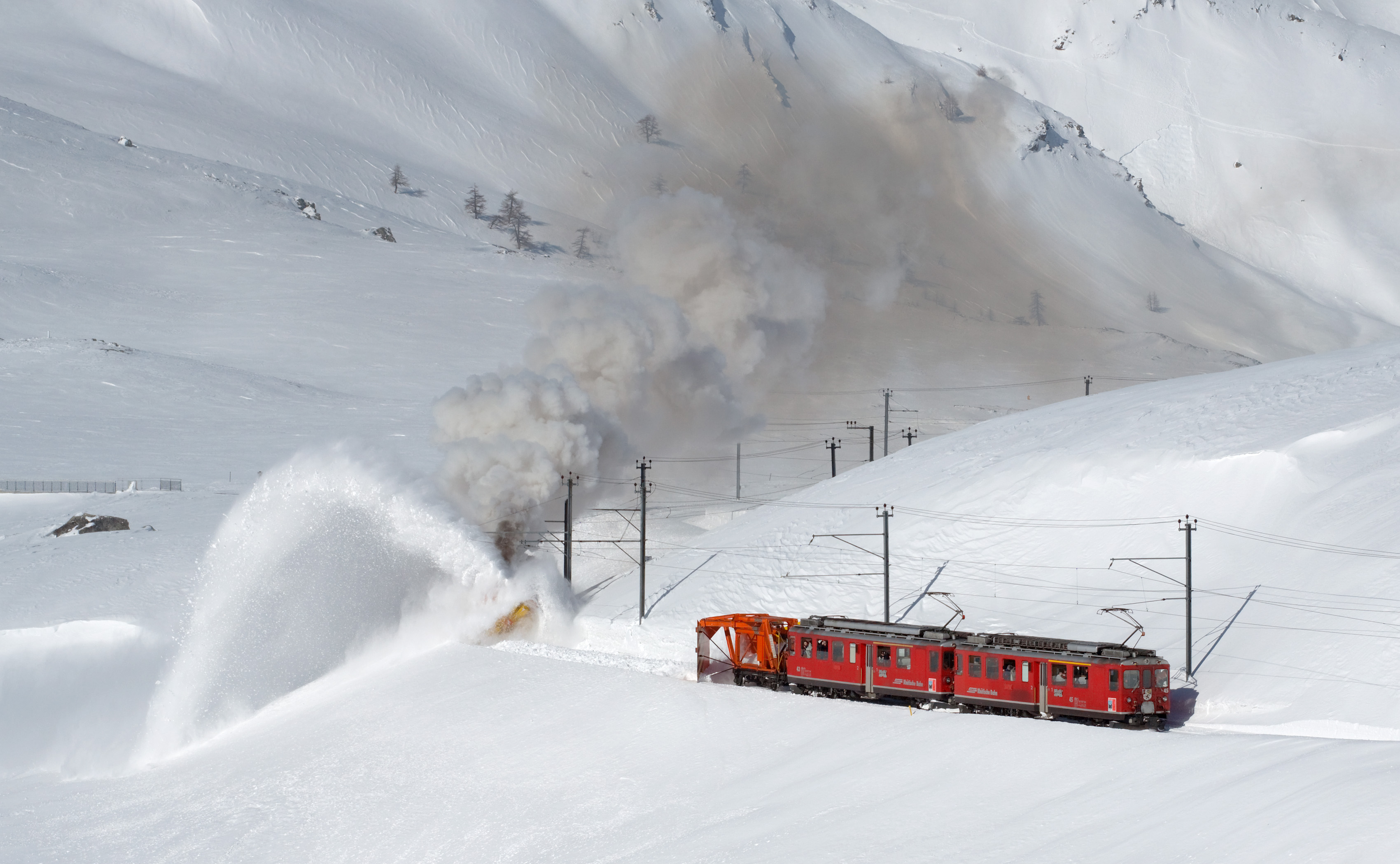
Stoomsneeuwfrees R 1051 (Xrot d 9213) in actie
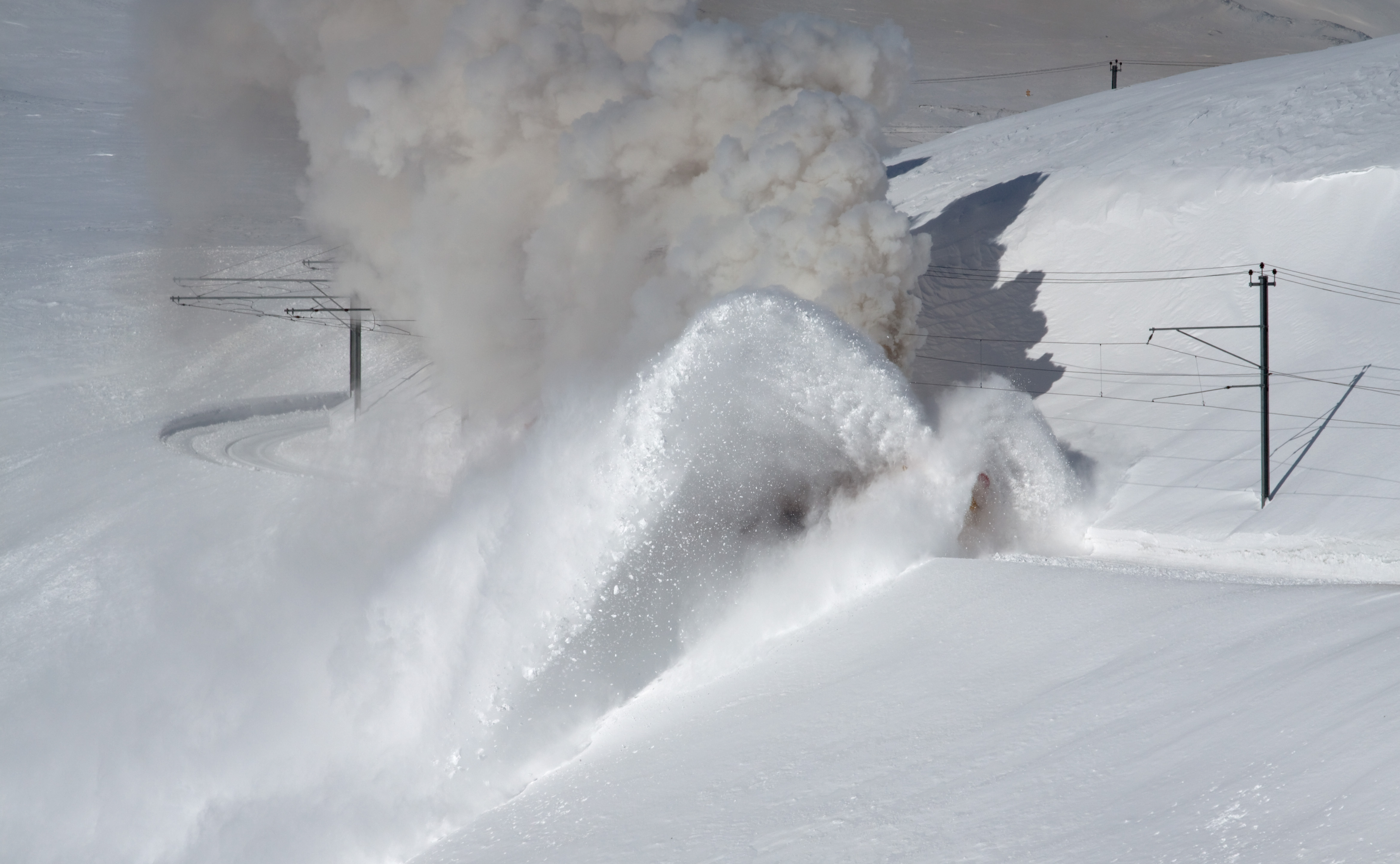
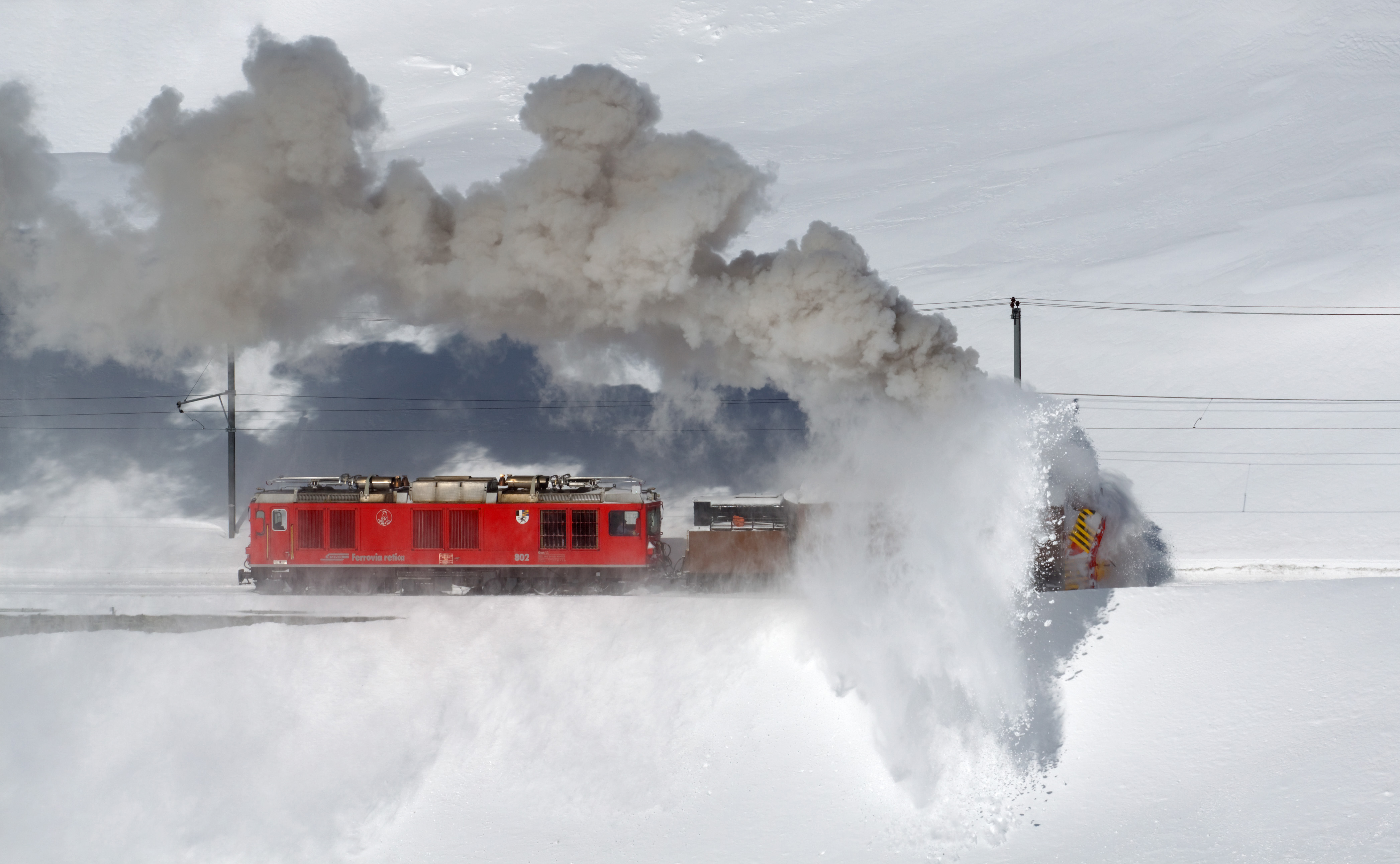
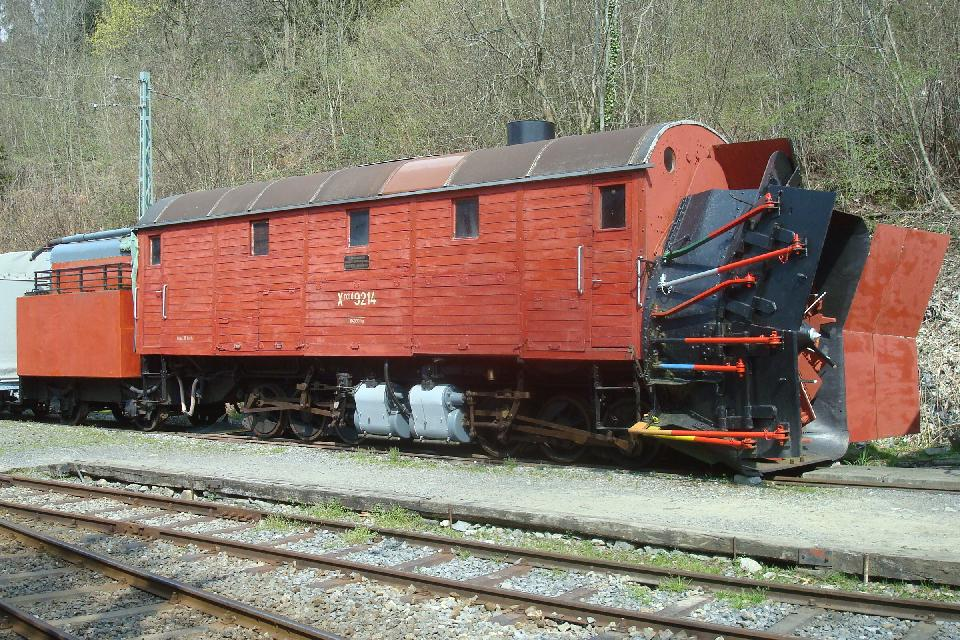
Stoomsneeuwfrees R 1052 (Xrot d 9214) van de Bernina Bahn bij Museumsbahn Blonay-Chamby